# 大船渡碁石海岸インターチェンジ
大船渡碁石海岸インターチェンジ（おおふなとごいしかいがんインターチェンジ）は、岩手県大船渡市にある三陸沿岸道路のインターチェンジである。
大船渡市街、碁石海岸への最寄りのインターチェンジとなる。

## 歴史
- 2005年（平成17年）3月19日 : 大船渡碁石海岸IC - 大船渡IC間 開通に伴い供用開始。
- 2009年（平成21年）3月15日 : 通岡IC - 大船渡碁石海岸IC間 開通。

## 道路

### 本線
- E45 三陸沿岸道路（33番）

### 接続している道路
- 国道45号
- 岩手県道38号大船渡広田陸前高田線

## 料金所
無料区間のため無し。

## 隣
E45 三陸沿岸道路
(32) 通岡IC - 船河原PA（宮古方面のみ） - (33) 大船渡碁石海岸IC - (34) 大船渡IC